# Wilfried Mohren
Wilfried Mohren (* 12. März 1958 in Geilenkirchen) ist ein deutscher Sportreporter.

## Leben und Wirken
Mohrens Fernsehkarriere begann bei RTL plus. Bereits seit Sommer 1982 war er davor im Hörfunk des WDR tätig, kommentierte u. a. Spiele der Fußball-WM 1986 in Mexiko und übertrug daneben zahlreiche Europapokalspiele (so z. B. das sogenannte Wunder von der Grotenburg) und zwei deutsche Pokalendspiele (1983: 1. FC Köln gegen Fortuna Köln; 1985: Bayern München gegen Bayer 05 Uerdingen) sowie das englische Pokalfinale im alten Wembley-Stadion (1983 zwischen Manchester United und Brighton & Hove Albion). Parallel zu seiner Tätigkeit als Reporter legte er 1986 an der Universität zu Köln sein juristisches Staatsexamen ab. Von 1992 an arbeitete er als Sportjournalist für den MDR, bei dem er bis zu seiner Entlassung auch Sportchef (Fernsehen) war. In dieser Zeit war Mohren jahrelang auch im Ersten sehr präsent; er berichtete u. a. von den Fußball-Weltmeisterschaften 1994 in den USA, 1998 in Frankreich und 2002 in Japan/Korea sowie den Europameisterschaften 1996 in England und 2000 in den Niederlanden und Belgien. Er war Moderator der ARD-Sportschau sowie der ARD-Sportschau live bei nordischen Wintersport- und bei Schwimmweltmeisterschaften. 2004 moderierte er die Schwimmwettkämpfe bei den Olympischen Spielen in Athen. 

### Emig-Affäre
Am 4. Juli 2005 wurde Mohren als Fernseh-Sportchef des MDR bis auf weiteres suspendiert. Der Vorwurf: im Zusammenhang mit dem Korruptionsfall Jürgen Emig soll er Schmiergelder empfangen haben. Hans-Ludwig Grüschow, ehemals Präsident der Stiftung Deutsche Sporthilfe und gleichzeitig Vorstandsvorsitzender der Techem AG, soll an Mohren insgesamt rund 100.000 Euro gezahlt haben. Dieser habe dafür firmeninterne Veranstaltungen moderiert. Die Staatsanwaltschaft vermutete dahinter eine Gegenleistung für die Fernsehübertragung eines unbedeutenden Hallenfußballturniers 2004 in Halle (Saale), dessen Hauptsponsor die Techem AG war und über das der MDR ausführlich berichtete. Dabei wurde im Hintergrund auffällig oft das Logo der Techem AG eingeblendet.
Am 13. Juli 2005 wurde wegen des Verdachts der Bestechlichkeit in mehreren Fällen Haftbefehl gegen Mohren beantragt; er wurde festgenommen und saß sieben Wochen in Untersuchungshaft. Vom MDR wurde er entlassen. Ab 10. September 2009 musste sich Mohren vor dem Landgericht Leipzig verantworten. Am 29. September 2009 wurde er dort wegen Vorteilsannahme, Steuerhinterziehung und Betrug zu einem Jahr und elf Monaten Haft auf Bewährung sowie einer Geldstrafe in Höhe von 8.250 Euro verurteilt. Mohren kündigte nach dem Urteil noch im Gerichtssaal an, er werde die wahre Geschichte dieses Falles niederschreiben und zu einem späteren Zeitpunkt veröffentlichen.

### Neue Engagements
Am 9. Februar 2010 wurde Mohren vom FC Rot-Weiß Erfurt als freiberuflicher Pressesprecher engagiert.
Von Juni bis August 2010 arbeitete er als Redaktionsleiter, Moderator und Nachrichtensprecher beim Thüringer Regionalfernsehsender salve.tv. Als erste Sendung moderierte er dort am 17. Juni 2010 einen Talk mit der wenig später für Die Linke zur Bundespräsidentenwahl angetretenen Politikerin Luc Jochimsen. Der Zusammenarbeit war ein am 7. Mai 2010 ausgestrahlter Bericht des Senders über Mohren vorausgegangen. Doch bereits Anfang August 2010 endete das Engagement wieder; Mohren und die Geschäftsführung sollen sich überworfen haben. Auch Vorgänger und Nachfolger auf dem Posten des Redaktionsleiters waren dort zum Teil nur wenige Wochen oder Monate im Amt.
Zuletzt war Mohren, neben seiner Tätigkeit als Pressesprecher bei RW Erfurt, beim Fußballradio 90elf als Livekommentator tätig. Dort kommentierte er ab März 2012 teilweise zusammen mit Günter Netzer ausgewählte Spiele, bis der Sender die Übertragungsrechte ab der Saison 2013/14 verloren und Anfang Juni 2013 seinen Betrieb eingestellt hat.